# San Bartolomeo al Mare
San Bartolomeo al Mare är en ort och kommun i provinsen Imperia i regionen Ligurien i Italien. Kommunen hade 3 104 invånare (2018).